# Pornóapáti
Pornóapáti (em alemão: Pernau; croata: Pornova) é um município da Hungria, situado no condado de Vas. Tem 15,14 km² de área e sua população em 2015 foi estimada em 416 habitantes.